# Чень Сюй
Чень Сюй (кит. трад.: 陳頊; піньїнь: Chen Xu; 530-582) — четвертий імператор Чень з Південних династій.

## Життєпис
Прийшов до влади 569 року, поваливши з престолу свого племінника Чень Боцзун. Вважається здібним і наполегливим правителем. За його володарювання спочатку було розширено території Чень за рахунок завойованих земель Північної Ці. Однак після 577 року, коли на зміну Північній Ці прийшла нова династія — Північна Чжоу, Чень втратила завойоване.
Чень Сюй помер 582 року. Трон по його смерті успадкував його син Чень Шубао, який не був талановитим правителем. Уже 589 року держава Чень припинила своє існування під натиском держави Суй.

## Девіз правління
- Тайцзянь (太建) 569—582